# Vlag van Komen-Waasten
De vlag van Komen-Waasten is op 6 oktober 1978 bij raadsbesluit vastgesteld als de vlag van de Henegouwse gemeente Komen-Waasten. De vlag kan als volgt worden beschreven:
Twee even lange banen van geel en van rood met op het midden het gemeentewapen.
De vlag werd pas op 15 juli 2003 bevestigd door de Franse Gemeenschapsregering. De kleuren van de vlag zijn afkomstig op het gemeentewapen, dat ook op de vlag is afgebeeld.